# Siergiej Roginski
Siergiej Wasiljewicz Roginski (ros. Сергей Васильевич Рогинский; ur. 17 marca?/30 marca 1901 we wsi Fiedino, zm. 12 grudnia 1960 w Moskwie) – radziecki wojskowy, generał porucznik.

## Życiorys
Urodził się we wsi Fiedino w guberni tulskiej.
Do Armii Czerwonej wstąpił w 1920 roku. Jako szeregowy wziął udział w wojnie polsko-bolszewickiej. Następnie był kursantem Kazańskich kursów inżynieryjnych, kurs ukończył w 1921 roku. Po czym brał udział w walkach z basmaczami.
Po zakończeniu wojny domowej od 1923 roku był kolejno dowódcą plutonu, zastępcą dowódcy i dowódcą kompanii saperów w 14 Dywizji Strzeleckiej w Moskiewskim Okręgu Wojskowym. Następnie był słuchaczem Wojskowej Akademii Inżynieryjnej, a po jej ukończeniu w 1934 roku został dowódcą samodzielnego batalionu 4 Samodzielnej Brygady Zmechanizowanej w Białoruskim Okręgu Wojskowym. Następnie studiował w Wojskowej Akademii im. Woroszyłowa. Po ukończeniu studiów został w 1939 roku szefem wydziału 9 Zarządu Sztabu Generalnego.
Po agresji niemieckiej na ZSRR został zastępcą szefa wydziału operacyjnego sztabu Frontu Północno-Zachodniego, a 13 lipca 1941 roku został dowódcą 111 Dywizji Strzeleckiej 11 Armii (od 17 marca 1942 roku – 24 Gwardyjska Dywizja Strzelecka). Na jej czele brał w walkach obronnych, a we wrześniu dywizja znalazła się w okrążeniu, przy czym po pozostawieniu sprzętu ciężkiego wyszła w październiku z okrążenia. Następnie pozostawała w rezerwie. W listopadzie 1941 roku weszła w skład 52 Armii Frontu Wołchowskiego i prowadziła uporczywe walki obronne i uczestniczyła w kontratakach tego frontu w rejonie Tichwina. W styczniu 1942 roku weszła w skład 2 Armii Uderzeniowej, a od lutego 52 Armii, biorąc udział w operacjach ofensywnych Frontu Wołochowskiego. W kwietniu 1942 roku został dowódcą 6 Gwardyjskiego Korpusu Strzeleckiego. Na czele tego korpusu wziął udział w próbie odblokowania Leningradu, która nie powiodła się, lecz uniemożliwiła Niemcom przeprowadzenie nowego szturmu na Leningrad. W połowie czerwca 1942 roku został mianowany zastępcą dowódcy 59 Armii Frontu Wołochowskiego, a w sierpniu 1942 objął takie samo stanowisko w 8 Armii, a od grudnia 1942 roku jest zastępcą dowódcy 2 Armii Uderzeniowej, na tym stanowisku brał udział w walkach obronnych w rejonie Leningradu i w ostatecznym przerwaniu blokady Leningradu. 11 marca 1944 roku został dowódcą 54 Armii, którą dowodził do 13 grudnia 1944 roku, w tym czasie armia uczestniczyła w operacji pskowsko-ostrowskiej, tartuskiej i ryskiej. W lutym 1945 roku został dowódcą 67 Armii, do zadań należała ochrona i obrona wybrzeża zatoki ryskiej. Dowodził nią do marca 1945 roku.
Po zakończeniu II wojny światowej był kolejno szefem sztabu 52 i 13 Armii Nadbałtyckiego OW. Następnie w 1951 roku ukończył Wyższy Kurs Dowódczy w Wojskowej Akademii im. Woroszyłowa. Po czym został szefem sztabu i 1 zastępcą szefa wojsk inżynieryjnych Armii Radzieckiej. W 1954 roku został przeniesiony do rezerwy.
Mieszkał w Moskwie, pochowany został na cmentarzu Nowodziewiczym w Moskwie.

## Awanse
- generał major (генерал-майор) (13.05.1942 rozkaz nr 682)
- generał lejtnant (генерал-лейтенант) (25.09.1943 rozkaz nr 1050)

## Odznaczenia
- Order Lenina (30.04.1945[1])
- Order Czerwonego Sztandaru (trzykrotnie – 01.04.1943[2], 03.11.1944[3], 15.10.1950[4])
- Order Kutuzowa I st. (21.02.1944[5])
- Order Bohdana Chmielnickiego I st. (29.06.1945[6])
- Medal „Za obronę Leningradu” (10.07.1943[7])
- Medal „Za zwycięstwo nad Niemcami w Wielkiej Wojnie Ojczyźnianej 1941–1945”
- Medal jubileuszowy „XX lat Robotniczo-Chłopskiej Armii Czerwonej”
- Medal jubileuszowy „30 lat Armii Radzieckiej i Floty”